# NWA 2737
El meteorito NWA 2737 (Northwest Africa 2732), también llamado "Diderot", es uno de los pocos meteoritos que tienen por origen el planeta Marte.
Este habría llegado a la Tierra luego del impacto de un meteorito contra el planeta rojo lo que desprendiera trozos del mismo y finalmente llegaran a la Tierra a su vez en forma de meteorito.
Con 611 gramos de peso total fue encontrado en Marruecos y es del tipo Chassignita Marciana siendo el segundo ejemplar clasificado en este grupo.